# Rifugio Giuseppe Garibaldi (Gran Sasso)
Il rifugio Giuseppe Garibaldi è il rifugio appenninico più antico d'Italia , posto a 2 231 m s.l.m., nell'appennino abruzzese, nel massiccio del Gran Sasso d'Italia, in località Campo Pericoli (sotto il versante occidentale del Corno Grande), nel territorio comunale di Pietracamela (provincia di Teramo), realizzato nel 1886 e intitolato alla memoria di Giuseppe Garibaldi.

## Storia
Costruito nel 1886 dalla sezione del Club Alpino Italiano di Roma con contribuiti delle popolazioni del borgo di Camarda, sotto la guida di Romualdo Baglioni, venne inaugurato il 16 settembre 1886 e fu la prima struttura del genere realizzata in Italia.
La costruzione del vicino rifugio Duca degli Abruzzi sul Monte Portella fece cadere in disuso la struttura che passò in gestione, dal 1924, alla sezione aquilana del Club Alpino Italiano e poi affidato alla famiglia Pilato di Assergi che lo restaurò; nel 1977, infine, viene definitivamente donato alla sezione aquilana del Club Alpino Italiano; nel 2016 ha festeggiato i suoi 130 anni di storia.

## Descrizione

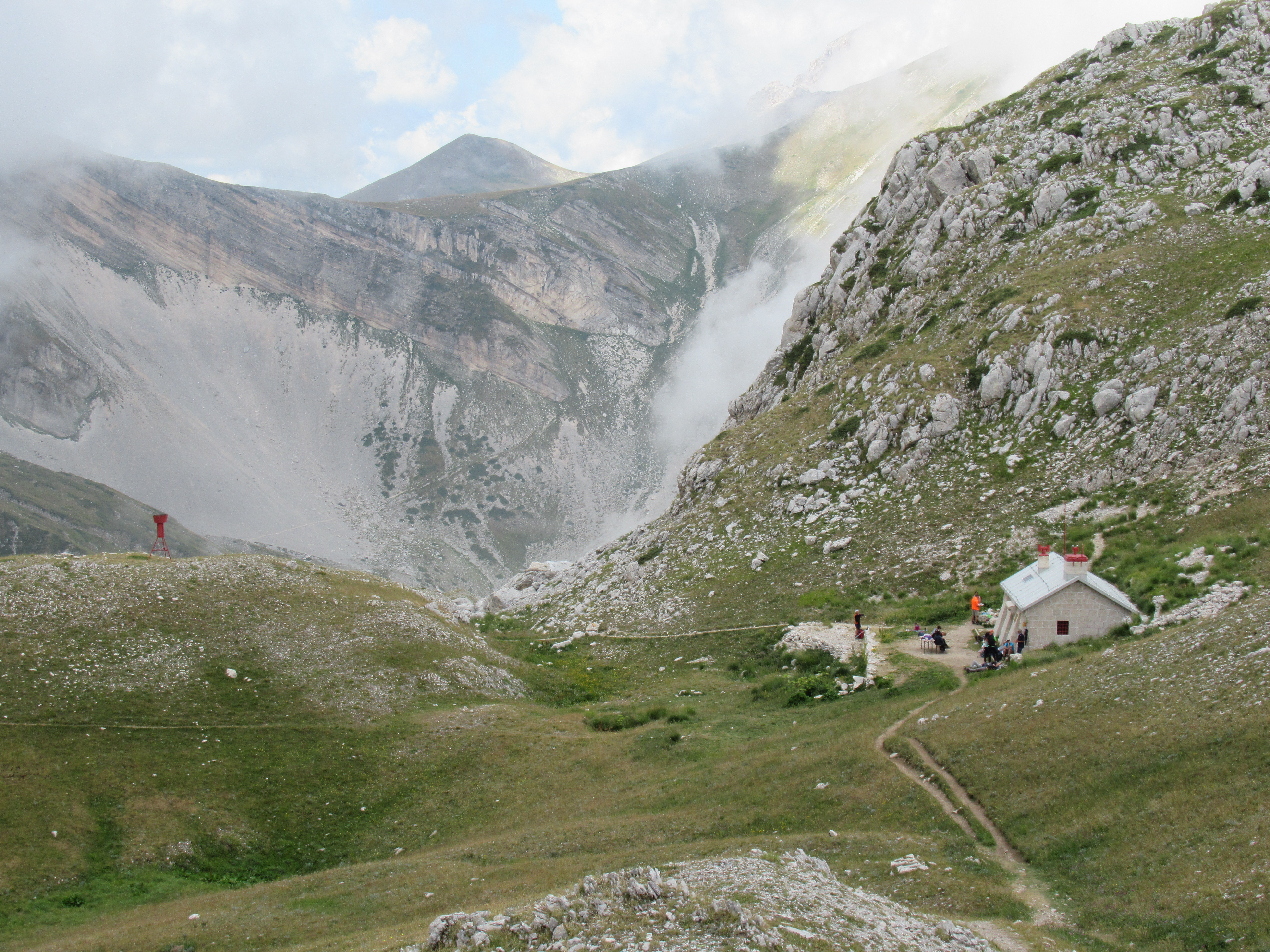
Il Rifugio e l'imbocco della Val Maone sottostante, tra Corno Grande e Pizzo d'Intermesoli

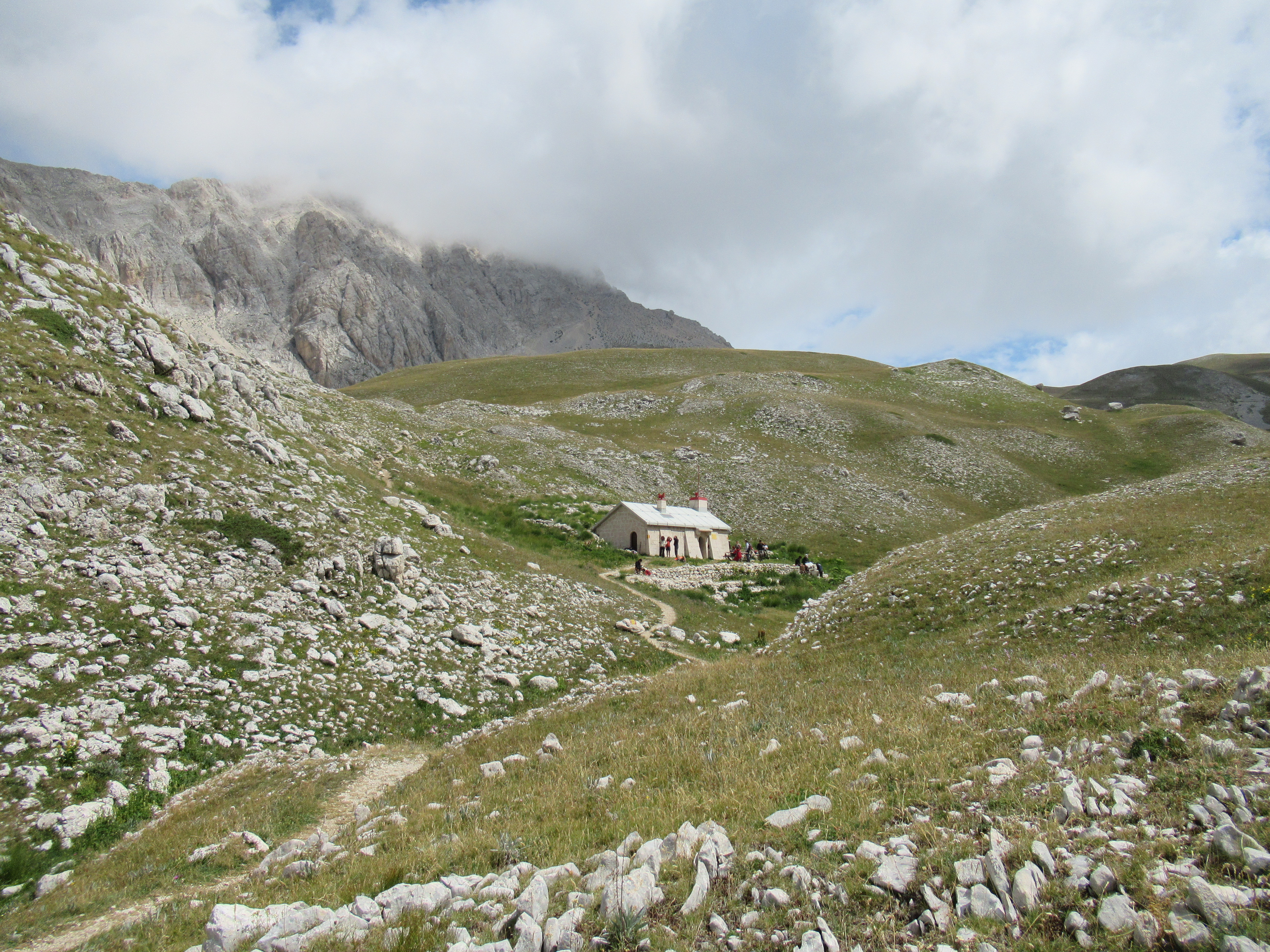
Il Rifugio visto dal basso, sopra il Corno Grande

### Servizi
La sua capienza è di circa 12 posti letto, più ulteriori 8 posti letto disponibili in una dépendance esterna.

### Accessibilità
Base di partenza per numerose ascensioni, è raggiungibile in circa un'ora di cammino da Campo Imperatore (passando direttamente dalla Sella di Monte Aquila oppure per il rifugio Duca degli Abruzzi), a sua volta collegato a valle tramite la funivia del Gran Sasso (in alternativa si può raggiungere il rifugio da Prati di Tivo (TE), a nord, con una traversata di circa 3 ore). Più impegnativa la salita da Assergi attraverso il colle della Portella.

### Ascensioni
- Corno Grande - 2 912 m
- Pizzo Intermesoli - 2 635 m
- Monte Corvo - 2 623 m
- Pizzo Cefalone - 2 533 m
- Monte Aquila - 2 494 m
- Monte Portella - 2 385 m

### Traversate
- Rifugio Duca degli Abruzzi - 2 388 m
- Rifugio Carlo Franchetti - 2 433 m
- Campo Imperatore-Pietracamela (traversata bassa attraverso Sella di Monte Aquila, Val Maone e Valle del Rio Grande)